# Борачка организација Републике Српске
Борачка организација Републике Српске је удружење од јавног интереса у Републици Српској. Основана је 1993. године.

## Историјат
Прва Скупштина, тада, Удружења бораца Републике Српске, одржана је у Лакташима, а састанак иницијатора оснивања борачке организације одржан је у Бијељини, такође, 1993. године. Организатор иницијалног састанка био је др Драган Ђокановић, први министар за питања бораца и жртава рата Републике Српске. Борачка организација окупља борце Војске Републике Српске из времена Рата у Босни и Херцеговини (1992—1995).
Највећа је невладина организација у Републици Српској и једна од највећих у Босни и Херцеговини. Октобра 2007. године Влада Републике Српске додијелила јој је статус организације од посебног интереса за Републику.
Основни циљ Борачке организације је очување Републике Српске, побољшање материјалног и друштвеног положаја борачких категорија и његовање традиције Одбрамбено-отаџбинског рата. Ови циљеви дефинисани су у Статуту и Платформи Борачке организације.

## Организација
Органи Борачке организације су: Скупштина, Предсједништво, те Одбор породица погинулих бораца и Одбор ратних војних инвалида. Председник организације је генерал Војске Републике Српске Миломир Савчић.
Борачка организација има своје општинске одборе у свим општинама Републике Српске, а у свим општинама такође дјелује и Одбор породица погинулих бораца и Одбор ратних војних инвалида Републике Српске.
За своје заслуге у очувању Републике Српске, Борачка организација је више пута одликована од највиших институција Републике Српске.
Борачка организација је и чланица Свјетске федерације ветерана и активан је учесник у раду ове Федерације.

## Награде
- Орден заставе Републике Српске са златним вијенцем (2012)[3]